# Acrocercops mechanopla
Acrocercops mechanopla là một loài bướm đêm thuộc họ Gracillariidae. Nó được tìm thấy ở Maharashtra, Ấn Độ. Nó được miêu tả bởi Edward Meyrick năm 1934. Ấu trùng ăn Gmelina arborea.